# Chris Kramer (basket-ball)
Pour les articles homonymes, voir Chris Kramer.
Chris Kramer, né le 4 avril 1988, à Huntington, dans l'Indiana, est un joueur américain de basket-ball. Il évolue au poste d'arrière.

## Carrière
En août 2019, Kramer rejoint le BC Khimki Moscou pour la saison à venir.
En août 2021, Kramer s'engage pour une saison avec le CB Gran Canaria, club espagnol de première division.

## Palmarès
- Coupe d'Allemagne 2015